# کمیته مرکزی

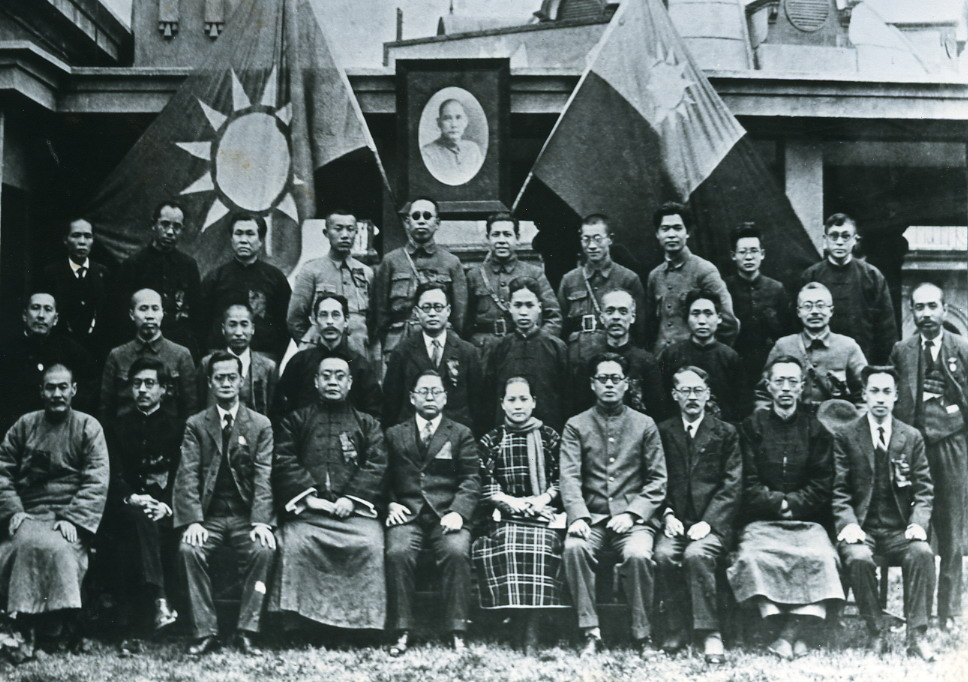
اعضاء کمیته مرکزی

کمیته مرکزی (انگلیسی: Central committee) نام متداول یک نهاد اداری ثابت از حزب کمونیستی است، مشابه هیئت مدیره، احزاب حاکم و غیرحاکم کشورهای سوسیالیستی سابق و موجود دولت سوسیالیستی.